# Николаевка (Светлодарская городская община)
Никола́евка (укр. Миколаївка) — село в Светлодарской городской общине Бахмутского района Донецкой области Украины.
Код КОАТУУ — 1420985003. Население по переписи 2001 года составляет 16 человек. Почтовый индекс — 84572. Телефонный код — 6274.
С 14 сентября 2022 Николаевка контролируется российскими войсками.

## Смотрите также
Вторжение России на Украину (с 2022)